# Moadon Kaduregel Maccabi Natanya 2017-2018
Questa voce raccoglie le informazioni riguardanti il Moadon Kaduregel Maccabi Natanya nelle competizioni ufficiali della stagione 2017-2018.

## Rosa
Fonte:
| N. |                     | Ruolo | Calciatore       |
| -- | ------------------- | ----- | ---------------- |
| 82 | Israele (bandiera)  | P     | Dani Amos        |
| 22 | Israele (bandiera)  | P     | Golan Elkaslasi  |
|    | Israele (bandiera)  | P     | Amit Mregen      |
|    | Israele (bandiera)  | D     | Esam Ayashi      |
| 14 | Israele (bandiera)  | D     | Hagai Goldenberg |
|    | Israele (bandiera)  | D     | Guy Gross        |
| 31 | Germania (bandiera) | D     | Tim Heubach      |
|    | Israele (bandiera)  | D     | Issam Iash       |
| 7  | Israele (bandiera)  | D     | Adi Konstantinos |
|    | Israele (bandiera)  | D     | Dean Maimoni     |
| 16 | Israele (bandiera)  | D     | Kobi Mor         |
| 25 | Israele (bandiera)  | D     | Dudi Tiram       |
| 5  | Croazia (bandiera)  | D     | Branko Vrgoč     |
| 3  | Israele (bandiera)  | D     | Ben Zairi        |

| N. |                        | Ruolo | Calciatore       |
| -- | ---------------------- | ----- | ---------------- |
| 15 | Israele (bandiera)     | C     | Aviv Avraham     |
| 6  | Israele (bandiera)     | C     | Dan Glazer       |
| 2  | Israele (bandiera)     | C     | Viki Kahlon      |
| 55 | Niger (bandiera)       | C     | Ali Mohamed      |
| 77 | Argentina (bandiera)   | C     | Nico Olsak       |
|    | Stati Uniti (bandiera) | C     | Jake Rozhansky   |
| 10 | Israele (bandiera)     | C     | Dia Saba         |
| 18 | Israele (bandiera)     | C     | Amaya Taga       |
| 11 | Israele (bandiera)     | A     | Barak Badash     |
| 26 | Guinea (bandiera)      | A     | Alhassane Keita  |
| 88 | Togo (bandiera)        | A     | Didier Kougbenya |
| 99 | Israele (bandiera)     | A     | Eran Levy        |
|    | Israele (bandiera)     | A     | Yonas Malede     |
|    | Israele (bandiera)     | A     | Ramzi Safouri    |